# 경주 불국사 석조
경주 불국사 석조(慶州 佛國寺 石槽)는 대한민국 경상북도 경주시, 불국사에 있는 남북국 시대 신라의 석조이다. 2007년 9월 11일 대한민국의 보물 제1523호로 지정되었다.

## 개요
불국사석조는 통일신라시대에 제작된 것으로 수조의 형상이 원형인 백제시대의 석조와 달리 통일 신라시대 이후의 형상인 직사각형을 유지하고 있으며, 내·외면에 조각이 있는 점과 다른 직사각형의 석조와는 달리 모서리를 둥글게 한 것이 특이하다. 특히 내부 바닥면의 화려한 연화문 조각은 통일신라시대 불교미술의 뛰어난 조형의식과 높은 예술수준을 보여주고 있으며 그 역사적, 예술적 가치가 인정된다.

## 같이 보기
- 불국사

## 참고 자료
- 경주 불국사 석조 - 국가유산청 국가유산포털